# Constantinești, Cantemir
Constantinești este un sat din cadrul comunei Gotești din raionul Cantemir, Republica Moldova.

## Demografie

### Structura etnică
Structura etnică a localității conform recensământului populației din 2004:
| Grup etnic                                               | Populație | % Procentaj  |
| -------------------------------------------------------- | --------- | ------------ |
| Băștinași declarați Moldoveni Băștinași declarați Români | 426 1     | 98,16% 0,23% |
| Bulgari                                                  | 4         | 0,92%        |
| Ucraineni                                                | 1         | 0,23%        |
| Ruși                                                     | 1         | 0,23%        |
| Alții                                                    | 1         | 0,23%        |
| Total                                                    | 434       |              |